# Kappiyarai
Kappiyarai è una suddivisione dell'India, classificata come town panchayat, di 13.475 abitanti, situata nel distretto di Kanyakumari, nello stato federato del Tamil Nadu. In base al numero di abitanti la città rientra nella classe IV (da 10.000 a 19.999 persone).

## Geografia fisica
La città è situata a 08° 14' 54 N e 77° 15' 45 E.

## Società

### Evoluzione demografica
Al censimento del 2001 la popolazione di Kappiyarai assommava a 13.475 persone, delle quali 6.725 maschi e 6.750 femmine. I bambini di età inferiore o uguale ai sei anni assommavano a 1.225, dei quali 643 maschi e 582 femmine. Infine, coloro che erano in grado di saper almeno leggere e scrivere erano 10.998, dei quali 5.622 maschi e 5.376 femmine.